# 一硅化二铁
一硅化二铁（IUPAC名：Diiron silicide，分子式：Fe2Si）是一种金属互化物，是铁的硅化物。它以哈普克矿的形式存在于宇宙尘埃中。它是一种非化学计量化合物，其中铁和硅比率取决于样品制备。一种与之相关的化合物Fe5Si3在自然界中作为喜峰矿存在。